# Bożena Fabiani
Bożena Fabiani (ur. 1939) – polska historyczka sztuki i kultury.

## Życiorys
Ukończyła studia na Wydziale Historycznym Uniwersytetu Warszawskiego, uzyskując dyplom w 1963. Doktorat obroniła w 1975. W tym samym roku rozpoczęła pracę jako wykładowca w Akademii Muzycznej im. F. Chopina w Warszawie, zajmując się historią kultury i historią sztuki. Interesuje się historią Warszawy, kulturą i obyczajami z okresu baroku, portretem staropolskim, historią kultury, historią chrześcijańskiego Rzymu, oraz życiem i twórczością wielkich artystów. Od 2000 prowadziła na antenie Drugiego Programu Polskiego Radia audycję W stronę sztuki. Autorka wielu tekstów specjalistycznych i popularnych, tłumaczeń z języka włoskiego, a także poetyckich (m.in. Trzech kolęd na chór mieszany).

## Wybrane publikacje
- 1976 – Warszawski dwór Ludwiki Marii
- 1980 – Niziołki, łokietki, karlikowie: z dziejów karłów nadwornych w Europie
- 1988 – Na dworze Wazów w Warszawie
- 1989 – Pompeje – wykopaliska
- 1989 – Capri
- 1991 – Michał Anioł Buonarroti
- 1996 – Życie codzienne na Zamku Królewskim w epoce Wazów
- 1998 – Muszę i Rzym zobaczyć...
- 2010 – Gawędy o sztuce. Dzieła, twórcy, mecenasi. Włochy XIII–XV wiek
- 2012 – Moje gawędy o sztuce. Dzieła, twórcy, mecenasi. Wiek XV–XVI
- 2013 – Dalsze gawędy o sztuce. XVII wiek
- 2013 – Dalsze gawędy o sztuce. VI–XX wiek

### Audiobooki (w autorskiej interpretacji Bożeny Fabiani)
- 2012 – Moje gawędy o sztuce. Dzieła, twórcy, mecenasi. Wiek XV–XVI
- 2013 – Gawędy o sztuce. XIII–XV wiek
- 2013 – Dalsze gawędy o sztuce. XVII wiek
- 2013 – Dalsze gawędy o sztuce. VI–XX wiek
- 2014 – W kręgu Wazów. Ludzie i obyczaje